# تیمی بالدوین
تیمی سوزان گرین بالدوین (به انگلیسی: Tammy Suzanne Green Baldwin) (متولد ۱۱ فوریه ۱۹۶۲) نماینده مجلس نمایندگان ایالات متحده آمریکا از ناحیه ۲ ایالت ویسکانسین بود که از ۱۹۹۹ در مجلس خدمت می‌کرد. در انتخابات ۶ نوامبر ۲۰۱۲ وی به عنوان اولین همجنس‌گرای علنی که به سناتوری می‌رسد جایگزین هرب کول گردید؛ وی خدمتش را در سنا از ۳ ژانویه ۲۰۱۳ آغاز کرد. بلدوین عضو حزب دموکرات ایالات متحده آمریکا است.